# Amenmosé (régisseur)
Pour les articles homonymes, voir Amenmosé.
 (avril 2023).
Si vous disposez d'ouvrages ou d'articles de référence ou si vous connaissez des sites web de qualité traitant du thème abordé ici, merci de compléter l'article en donnant les références utiles à sa vérifiabilité et en les liant à la section « Notes et références ».
Amenmosé est un noble égyptien, régisseur de la « ville du Sud » (Thèbes) durant le règne d'Amenhotep III.

## Sépulture
Amenmosé est enterré dans la tombe TT89 à Cheikh Abd el-Gournah dans la nécropole thébaine.